# Paddy Kelly
Michael Patrick Kelly (* 5. prosinec 1977 Dublin) je irský zpěvák, hudební skladatel a textař, bývalý člen skupiny The Kelly Family, mezi lety 2004 a 2010 znám také pod řeholním jménem br. John Paul Mary.

## Život

### Mládí
Narodil se v Dublinu do rodiny Barbary Ann Kelly a Daniela Jerome Kellyho jako čtvrtý z jejich společných dětí. Stejně jako ostatní sourozence i jeho rodiče od narození hudebně vzdělávali. Během působení ve skupině hrál především akustickou a elektrickou kytaru, dále na baskytaru, piano, klávesy, akordeon nebo bicí.

### Kariéra
Paddy s rodinou začal koncertovat v roce 1982 a působí v ní (kromě vlastní sólové dráhy) dodnes. K největším hitům, ve kterých zpíval jako hlavní zpěvák, patří skladby jako An Angel, Fall In Love With An Alien, Take My Hand nebo One More Song. V roce 2002 přijal katolickou víru.
Mezi lety 2004 a 2010 se stáhl kvůli duševním problémům do ústraní a stal se členem řeholního Společenství sv. Jana působícího ve Francii, kde přijal jméno br. John Paul Mary a pořádal různé nábožensky založené koncerty a různá podobně zaměřená setkání. Po roce 2010 z kláštera vystoupil a vrátil se k hudební kariéře. Mimo jiné s rodinou vystoupil na turné Stille Nacht.

### Osobní život
Paddy Kelly je ženatý s Joelle Verreet (sňatek: 2013). Hovoří plynně anglicky, německy, španělsky, francouzsky a částečně nizozemsky. Je pacifistou a účastnil se několika demonstrací bojujících za mír.

## Sólová alba
- In Exile – 2003
- Human – 2015
- Ruah – 2016
- iD – 2017
- B.O.A.T.S. - 2021